# Il boss delle torte - La sfida (terza edizione)
La terza stagione de Il boss delle torte - La sfida è stata girata, come la stagione precedente presso la struttura della Pasticceria da Carlo di Lackawanna a Jersey City nel New Jersey. In America è stata trasmessa a partire dal 26 novembre 2012 fino all'11 febbraio 2013, in Italia il programma è stato trasmesso dal 12 luglio al 27 settembre 2013. Ashley Holt, la vincitrice della serie, ricevette come premio 100.000 dollari, un articolo sulla rivista Redbook e un apprendistato presso la Pasticceria da Carlo.
Mentre in America ad ogni puntata viene dato un titolo, in Italia, invece, ci si riferisce alla puntata con il suo numero in serie.

## Concorrenti
I tredici concorrenti che hanno partecipato al reality show sono stati:
| Concorrente        | Età | Occupazione                                               | Città                          |
| ------------------ | --- | --------------------------------------------------------- | ------------------------------ |
| Letty Alvarez      | 41  | Proprietaria e pasticcera di LA Sweets                    | Miami, Florida                 |
| James Brown        | 41  | Proprietario di Brown's Bakery                            | Lexington, Kentucky            |
| Paul Conti         | 30  | Proprietario di Cake Face Cakery                          | Staten Island, New York        |
| Chad Durkin        | 29  | Proprietario di CAD Culinary Consulting and Wedding Cakes | Philadelphia, Pennsylvania     |
| Gretel-Ann Fischer | 36  | Proprietaria di Cupp's Café & Bakery                      | Colchester, Vermont            |
| Peter Gray         | 21  | Proprietario di Pete's Sweets                             | East Longmeadow, Massachusetts |
| Ashley Holt        | 25  | Proprietaria di Sugar Monster Sweets                      | Louisville, Kentucky           |
| Jen Kwapinski      | 32  | Proprietaria di Jen's Cakes                               | San Jose, California           |
| Chris Luna         | 29  | Sales Executive                                           | Roseville, California          |
| Melissa Payne      | 33  | Proprietaria di Sweets Couture                            | Chesterfield, Virginia         |
| Jessica Reyling    | 30  | Casalinga                                                 | Peoria, Illinois               |
| Emme Reyling       | 30  | Proprietaria di Skinny Batches                            | Los Angeles, California        |
| Garrett Wallace    | 36  | Decoratore di torte                                       | Waverly, Tennessee             |

## Tabella eliminazioni
| Piazzamento | Concorrente                     | Episodio 1 | Episodio 2                   | Episodio 3     | Episodio 4                        | Episodio 5 | Episodio 6 | Episodio 7 | Episodio 8 | Episodio 9* | Episodio 11**** | Episodio 11**** |
| ----------- | ------------------------------- | ---------- | ---------------------------- | -------------- | --------------------------------- | ---------- | ---------- | ---------- | ---------- | ----------- | --------------- | --------------- |
|             | Vincitori sfida del pasticciere | Chad       | Gretel-Ann Jen Letty Melissa | Ashley Garrett | Ashley Chad Gretel-Ann Paul Peter | Jen Letty  | Gretel-Ann | Ashley     | Ashley     | Ashley      | Ashley          | Ashley          |
| 1           | Ashley                          | PRIMA      | SALVA                        | SALVA          | PRIMA                             | ULTIMI 3   | ULTIMI 3   | PRIMA      | PRIMA      | SALVA       | PRIMA           | VINCITRICE      |
| 2           | Gretel-Ann                      | SALVA      | ULTIMI 3                     | PRIMI 3        | ULTIMI 3                          | PRIMA      | PRIMA      | PRIMA      | ULTIMI 2   | ULTIMI 2    | SALVA           | SECONDA         |
| 3           | Jen                             | ULTIMI 3   | ULTIMI 2                     | PRIMA          | ULTIMI 3                          | PRIMA      | PRIMA      | PRIMA      | PRIMA      | SALVA       | TERZA           |                 |
| 4           | Paul                            | PRIMO      | PRIMO                        | ULTIMI 2       | PRIMO                             | SALVO      | ULTIMI 3   | ULTIMI 2   | PRIMO      | ELIMINATO   |                 |                 |
| 5           | Chad                            | ULTIMI 3   | SALVO                        | ULTIMI 3       | PRIMO                             | PRIMO      | ULTIMI 2   | ULTIMI 3   | ELIMINATO  |             |                 |                 |
| 6           | Chris                           | PRIMI 3    | PRIMO                        | PRIMI 3        | ULTIMI 2                          | SALVO      | PRIMO      | ELIMINATO  |            |             |                 |                 |
| 7           | Letty                           | SALVA      | ULTIMI 3                     | PRIMA          | PRIMA                             | ULTIMI 3   | ELIMINATA  |            |            |             |                 |                 |
| 8           | Peter                           | PRIMI 3    | SALVO                        | PRIMO          | PRIMO                             | ELIMINATO  |            |            |            |             |                 |                 |
| 9           | Garrett                         | SALVO      | PRIMO                        | SALVO          | RITIRATO***                       |            |            |            |            |             |                 |                 |
| 10          | Jessica                         | PRIMA      | PRIMA                        | PRIMI 3        | ELIMINATA                         |            |            |            |            |             |                 |                 |
| 11          | Melissa                         | PRIMI 3    | ULTIMI 3                     | ELIMINATA      |                                   |            |            |            |            |             |                 |                 |
| 12          | James                           | ULTIMI 2   | RITIRATO**                   |                |                                   |            |            |            |            |             |                 |                 |
| 13          | Emme                            | ELIMINATA  |                              |                |                                   |            |            |            |            |             |                 |                 |

     (VINCITORE) Il concorrente ha vinto lo show
     (SECONDO) Il concorrente si è piazzato al secondo posto
     (TERZO) Il concorrente si è piazzato al terzo posto
     (PRIMO) Il concorrente ha vinto la puntata
     (PRIMI 3 (4)) I concorrenti hanno realizzato la miglior torta, ma non hanno vinto
     (SALVO) I concorrenti salvati e che accedono alla puntata successiva
     (ULTIMI 3 (4)) I concorrenti hanno realizzato la torta peggiore, ma non sono stati eliminati
     (ULTIMI 2) I concorrenti hanno realizzato la torta peggiore e che sono stati gli ultimi ad accedere alla puntata successiva
     (ELIMINATO) I concorrenti che sono stati eliminati
     (RITIRATO) I concorrenti si sono ritirati volontariamente dalla competizione
(*) La puntate 10 non è indicata nella tabella, in quanto durante questa puntata la gara non si svolse
(**) James si ritira per problemi di salute
(***) Il ritiro di Garret viene mostrato nella puntata 5
(****) Puntata 12 non presente nella tabella, in quanto episodio speciale e la gara è già conclusa

## Episodi
| nº | Titolo originale               | Titolo italiano | Prima TV USA     | Prima TV Italia   |
| -- | ------------------------------ | --------------- | ---------------- | ----------------- |
| 1  | Game On!                       | Episodio 1      | 26 novembre 2012 | 12 luglio 2013    |
| 2  | Cake Powers, Activate!         | Episodio 2      | 3 dicembre 2012  | 19 luglio 2013    |
| 3  | Bunny Suits and BB Guns        | Episodio 3      | 10 dicembre 2012 | 26 luglio 2013    |
| 4  | Cake Roast                     | Episodio 4      | 17 dicembre 2012 | 2 agosto 2013     |
| 5  | Wedding Belles                 | Episodio 5      | 7 gennaio 2013   | 9 agosto 2013     |
| 6  | Cakes Al Dente                 | Episodio 6      | 14 gennaio 2013  | 16 agosto 2013    |
| 7  | Battle of the Sexes            | Episodio 7      | 21 gennaio 2013  | 23 agosto 2013    |
| 8  | Happy Birthday Kelly           | Episodio 8      | 28 gennaio 2013  | 30 agosto 2013    |
| 9  | Momma Knows Best               | Episodio 9      | 4 febbraio 2013  | 6 settembre 2013  |
| 10 | Road to the Finale             | Episodio 10     | 11 febbraio 2013 | 13 settembre 2013 |
| 11 | Vegas, Baby!                   | Episodio 11     | 11 febbraio 2013 | 20 settembre 2013 |
| 12 | New Year's Eve, Hoboken Style! | Episodio 12     | 31 dicembre 2012 | 27 settembre 2013 |

### Episodio 1
- La sfida del pasticciere: Come prima prova, ogni concorrente doveva preparare un dolce a loro scelta e poi portarlo con i mezzi pubblici da Hoboken fino allo Studio Perr a Manhattan, dove c'era Buddy ad aspettarli. Buddy dopo aver assaggiato alcuni dei dolci, decide che il vincitore della sfida è Chad.
- Sfida ad eliminazione: Buddy divide i concorrenti in quattro squadre: 1) Melissa, Peter e Chris 2) Paul, Jess e Ashley 3) Letty, Gretel-Ann e Garrett 4) Jen, James e Emme. Chad avendo vinto la sfida, può decidere in quale squadra andare; e decide di unirsi alla squadra 4. Ogni squadra deve realizzare in sette ore una torta per lo sposo alta almeno 90 cm per Mario López e Courtney Mazza Laine, clienti abituali di Buddy. Mario e Courtney decidono che la torta migliore è quella della squadra numero 2, la squadra composta da Melissa, Peter e Chris è salva. Le torte delle due squadre restanti vengono distrutte con una pala meccanica, Buddy decreta che la torta peggiore è quella della squadra numero 4.
- L'eliminazione: Buddy decide che la prima a lasciare la gara è Emme.

### Episodio 2
- La sfida del pasticciere: Marissa, la vincitrice della seconda edizione del programma, raggiunge i concorrenti per mostrare loro come decorare una torta Groovie Girl. I concorrenti divisi in tre squadre da quattro devono realizzare il maggior numero di torte in 30 minuti. Le squadre sono: 1) Peter, James, Ashley e Chad 2) Garrett, Jess, Chris e Paul 3) Melissa, Gretel-Ann, Jen e Letty. La squadra vincente è quella composta da Melissa, Gretel-Ann, Jen e Letty che ricevono un premio di 1.500 dollari.
- Sfida ad eliminazione: Le stesse squadra devono creare una torta che abbia come tema la storia di un supereroe. Ogni squadra aveva 12 ore di tempo per realizzare la torta, che doveva avere parti meccaniche ed essere alta almeno 90 cm. Ma a 5 ore dalla consegna Buddy comunica che hanno solo 2 ore per finire le torte. La squadra migliore è quella di Garrett, Jess, Chris e Paul. La squadra composta da Peter, James, Ashley e Chad viene salvata mentre la squadra peggiore è quella di Melissa, Gretel-Ann, Jen e Letty
- L'eliminazione: mentre Buddy stava per dire la persona che avrebbe lasciato la gara, James entra nella sala delle eliminazioni e dice che deve ritirarsi in quanto poco prima di partecipare al programma gli hanno diagnosticato un tumore al cervello.

### Episodio 3
- La sfida del pasticciere: I concorrenti divisi in quattro squadre da quattro hanno due ore di tempo per realizzare un dolce natalizio con tre ingredienti che ogni squadra trova in un contenitore. Le squadre sono: 1) Chris, Jess e Gretel-Ann 2) Jen, Letty e Peter 3) Melissa, Paul e Chad 4) Ashley e Garrett. La squadra vincitrice della sfida è Ashley e Garrett.
- Sfida ad eliminazione: Le squadre formatesi nella sfida del pasticcere devono realizzare una torta per i vent'anni dell'uscita del film Una storia di Natale, il quale verrà portato in scena a Broadway da Peter Billingsley, protagonista del film. Ogni squadra ha 8 ore di tempo per realizzare una torta alta almeno 120 cm. La squadra vincitrice è quella di Jen, Peter e Letty. La squadra peggiore è quella di Melissa, Paul e Chad e le altre due squadre sono salve.
- L'eliminazione: Buddy decide di eliminare Melissa.

### Episodio 4
- La sfida del pasticciere: I concorrenti divisi in due squadre devono realizzare il maggior numero di dolci utilizzando un noto biscotto americano in 90 minuti. La vincitrice della sfida è Ashley.
- Sfida ad eliminazione: I concorrenti divisi in due squadre devono realizzare in 10 ore due torte a grandezza naturale delle attrici Judy Gold e Carol Leifer. Le due squadre sono: Chad, Paul, Peter, Ashley e Letty contro Chris, Jen, Jess e Gretel-Ann. Le torte vengono consegnate al Friars Club di New York, dove le due torte verranno giudicate dalla due attrici. La squadra perdente è quella di Chris, Jen, Jess e Gretel-Ann.
- L'eliminazione: Buddy elimina Jess. Il giorno dopo Buddy fa visita a Garrett, il quale non ha partecipato alla puntata a causa di un forte attacco di panico.

### Episodio 5
- La sfida del pasticciere: Prima dell'inizio della sfida Buddy ufficializza il ritiro di Garrett dalla competizione. Nella sfida del pasticciere ogni concorrente aveva 2 minuti di tempo per realizzare il maggior numero di cannoli. I vincitori della sfida sono Letty e Jen.
- Sfida ad eliminazione: I concorrenti divisi in tre squadre devono realizzare in 8 ore tempo una torta nuziale che rappresenti una sposa. Le squadre sono: 1) Jen, Gretel-Ann e Chad 2) Letty, Ashley e Peter 3) Paul e Chris. I giudici della puntata sono: Buddy, Lori Allen e Monte Durham conduttori di Abito da damigella cercasi. La squadra migliore è quella di Jen, Gretel-Ann e Chad nonostante un pezzo delle decorazioni fosse crollato. La squadra peggiore è quella composta da Letty, Ashley e Peter.
- L'eliminazione: Buddy decide di eliminare Peter, in quanto gli altri due membri della squadra lo definirono troppo lento nella sua parte del lavoro.

### Episodio 6
- La sfida del pasticciere: Ogni concorrente ha 15 minuti di tempo per decorare una torta a tre piani utilizzando la sac à poche. La sfida viene svolta all'interno di una delle celle frigorifere della Pasticceria da Carlo a Lackawanna. Il vincitore della sfida è Gretel-Ann, la quale si aggiudica l'immunità.
- Sfida ad eliminazione: Buddy porta i pasticceri presso il ristorante Carramba per far provare loro il gusto di alcuni piatti italiani, che serviranno loro come ispirazione per la prossima sfida ad eliminazione. Lì incontrano anche il proprietario del ristorante nonché giudice della sfida: Daniel Mendola. Per questa sfida, i concorrenti vengono divisi in due squadre, i quali devono realizzare una torta che rappresenti l'Italia dal punto di vista del cibo in 6 ore ed essere alta almeno un metro. Le squadre sono: 1) Gretel-Ann, Chris e Jen 2) Ashley, Letty, Chad e Paul. La squadra peggiore è quella composta da Ashley, Letty, Chad e Paul in quanto non hanno rispettato il criterio dell'altezza e perché parte della torta è crollata.
- L'eliminazione: Buddy elimina Letty, ma dopo una serie di litigi tra i componenti della squadra, che continuano anche dopo l'eliminazione di Letty.

### Episodio 7
- La sfida del pasticciere: La sfida del pasticciere di questa puntata era un triathlon, in cui ogni concorrente doveva nel minore tempo possibile: caricare 250 kg di grasso da pasticceria su dei bancali, prendere una confezione di grasso e pesarne 12 kg a mano e infine glassare una torta. Il vincitore della sfida è Ashley, la quale vince con un tempo di 5.02 minuti.
- Sfida ad eliminazione: I concorrenti divisi in due squadre, maschi contro femmine, devono realizzare una torta (in 5 ore) con un tema scelto dal catalogo della Pasticceria da Carlo e realizzarlo. La squadra dei ragazzi decide di realizzare una "torta per il beebè", mentre le ragazze decidono di realizzare una "torta per i dolci 16 anni". I concorrenti caricano le torte sul furgone, ma vengono distrutte da uno degli autisti della pasticceria. Buddy dà ai concorrenti tre ore per rifare le torte e migliorarle. I giudici per questa sfida sono: Buddy, Frankie e Mary, una delle sorelle di Buddy. Le ragazze vincono la sfida.
- L'eliminazione: Chris viene eliminato dalla gara.

### Episodio 8
- La sfida del pasticciere: Ogni concorrente deve preparare un cupcake ispirato ad un cocktail in 90 minuti. Il vincitore della gara vedrà il suo cupcake apparire in un servizio per la rivista Redbook. I giudici sono Buddy e Leslie Robarge uno dei redattore della rivista. il vincitore della sfida è Ashley.
- Sfida ad eliminazione: I concorrenti divisi in due squadre devono preparare in sette ore di tempo una torta di compleanno per Kelly Ripa. Le squadre sono: 1) Chad e Gretel-Ann 2) Paul, Jen e Ashley. La torta vincente verrà scelta dalla stessa Kelly Ripa. La squadra perdente è quella di Chad e Gretel-Ann in quanto è troppo semplice e sembra una torta nuziale.
- L'eliminazione: Chad viene eliminato dalla competizione.

### Episodio 9
- La sfida del pasticciere: Ogni concorrente deve glassare, decorare una torta e applicarvi un fiore, il tutto essendo bendati in 10 minuti. Il vincitore della sfida è Ashley, la quale vince un buono da 3.000 dollari.
- Sfida ad eliminazione: I concorrenti divisi in due squadre devono preparare in sette ore di tempo una torta ispirata alle mamme. Le squadre sono: 1) Ashley e Gretel-Ann 2) Paul e Jen. Durante la gara Buddy da come aiuto alle due squadre due assistenti per due ore: le loro mamme. I giudici della settimana sono Buddy, sua moglie Lisa e sua madre. Non essendoci nessuna squadra migliore, tutti i concorrenti sono a rischio eliminazione.
- L'eliminazione: Buddy decide che Ashley e Jen meritano di essere arrivate a quel punto e decide di salvarle. Eliminata Paul in quanto ritiene le sue capacità non uguali a quelle di Gretel-Ann.

### Episodio 10
Questo episodio è una puntata speciale, che fa un riassunto della terza serie fino a quel momento. Le tre finaliste (Ashley, Jen e Gretel-Ann) arrivano all'hotel The Venetian a Las Vegas, luogo in cui si terrà la finale, e incontrano tutti i partecipanti alla gara che sono stati eliminati. La puntata è un riassunto degli eventi di questa edizione: vengono mostrati i momenti più divertenti, i momenti più pesanti, le sfide più difficili e i momenti di tensione che ci sono stati.

### Episodio 11
- La sfida del pasticciere: Ognuna delle concorrenti rimaste deve scegliere due persone dello staff della Pasticceria da Carlo per aiutarle. Ashley sceglie Mary e Danny, Gretel-Ann sceglie Madalena e Anthony e infine Jen sceglie Joey e Grace. Inoltre devono scegliere due tra i concorrenti eliminati da mandare in un'altra squadra. Ad Ashley toccano Peter e Letty, a Gretel-Ann toccano Paul e Melissa, a Jen toccano Garrette e Emme. Ognuna deve preparare 400 biscotti, 100 paste, 10 torte e svariati pasticcini in 8 ore e vendere il maggior numero di prodotti in un'ora presso la piazza San Marco dell'hotel The Venetian, ricevendo in cambio dei biglietti . I concorrenti con il maggior numero di biglietti avrebbe continuato la competizione. Jen è colei che ha venduto di meno e che quindi lascia la gara.
- La finale: Le finaliste possono scegliere due persone dello staff della Pasticceria da Carlo e due tra i concorrenti eliminati che le possano aiutare con la preparazione della torta finale. Ashley sceglie Ralph, Frankie, Chad e Jess mentre Gretel-Ann sceglie Mauro, Tiny, Chris e James. La torta deve rappresentare Las Vegas e hanno 8 ore di tempo. Alla fine Buddy dichiarò Ashley "pasticciere emergente".

### Episodio 12
Questo episodio è una puntata speciale, andato in onda in America come episodio di fine anno. La puntata mostra i dietro le scene delle puntate, scene inedite e interviste a tutti i partecipanti alla gara.